# 苏克德贝尔广场

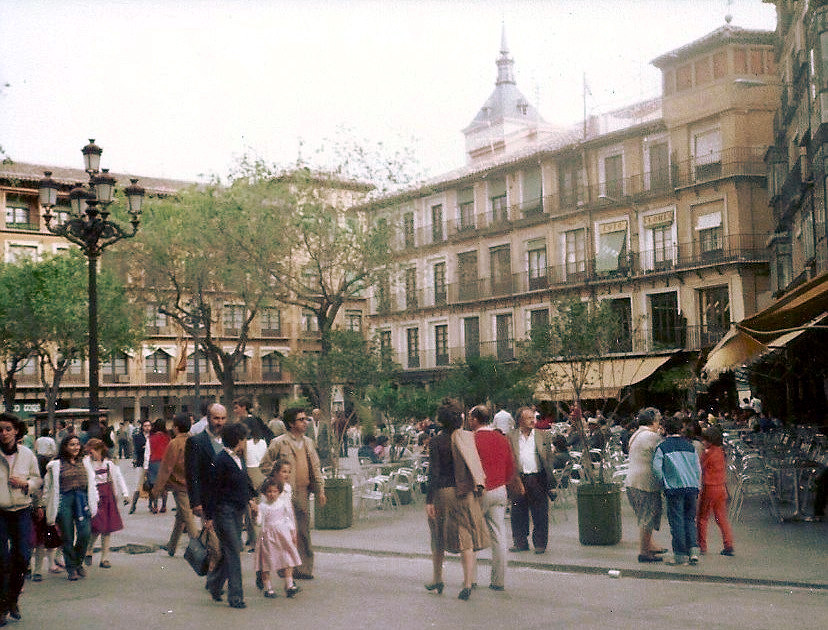
苏克德贝尔广场

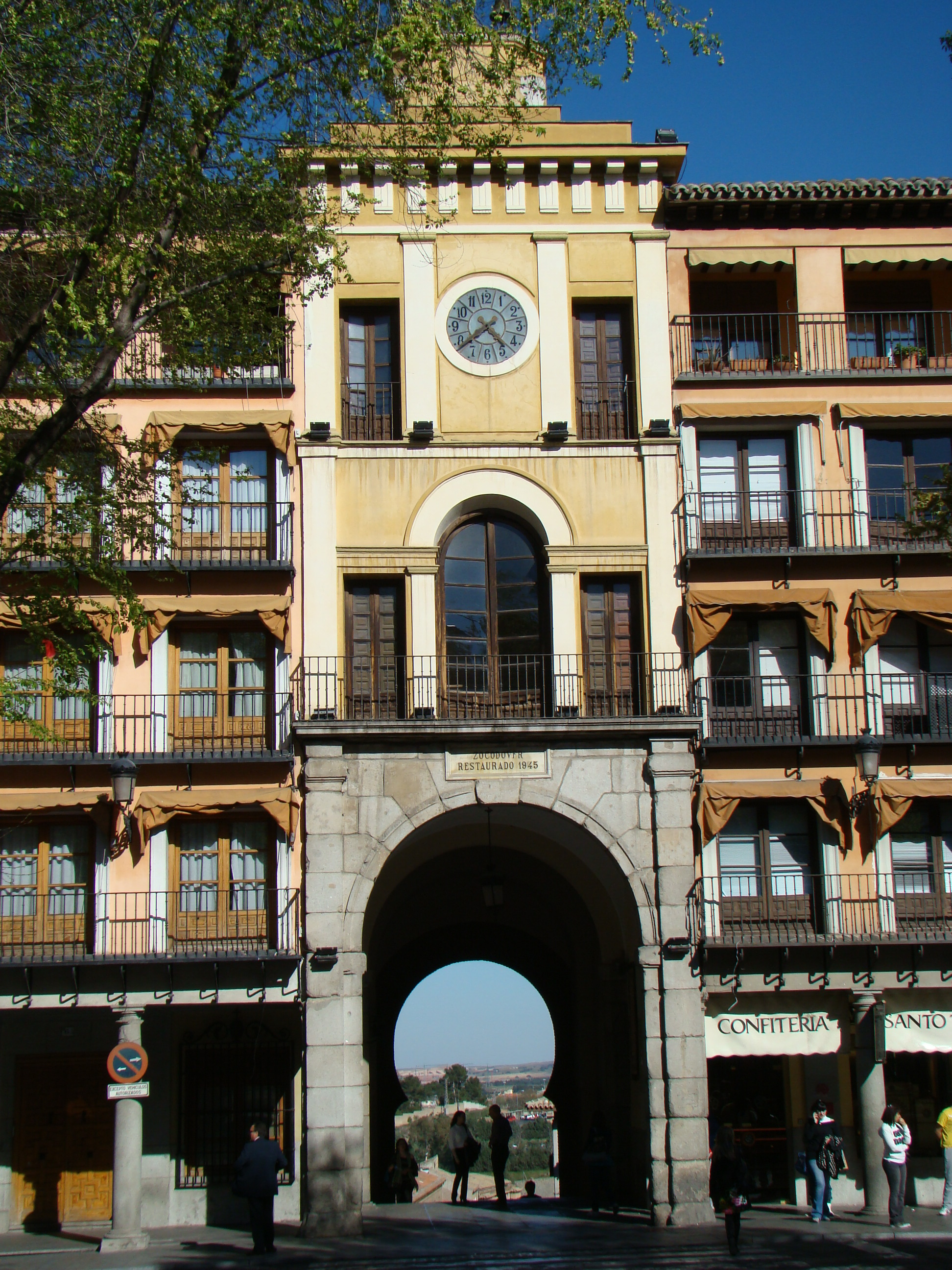
圣血门

苏克德贝尔广场（Plaza de Zocodover）是西班牙卡斯蒂利亚-拉曼查自治区托莱多的一个广场。在这座城市历史上的大部分时期，这里是城市的神经中枢，是它的主要广场。它的一部分是由胡安·德·埃雷拉在腓力二世统治时期设计的。。
几个世纪以来，这里一直是这个城市最重要的市场。今天，集市在星期二举行。

## 历史
“苏克德贝尔”（Zocodover）这个名称来源于阿拉伯语 sūq ad-dawābb，意思是驮马市场。当托莱多市还是个西班牙穆斯林城市时，这里出售马、驴、骡和其他家畜。这个地方也是在当地的庆祝活动中，组织斗牛的地点。因此，它是中世纪以来城市社会生活的神经中枢。但是苏克德贝尔广场也是悲伤行动的中心，如西班牙宗教裁判所的信仰审判，或公开处决囚犯。
1589年10月29日，一场大火烧毁了旧广场，于是决定建造一座新广场。1854年，技术人员圣地亚哥·马丁·鲁伊斯起草了一项雄心勃勃的计划，要将苏克德贝尔广场改造为一个长方形门廊广场。

## 改建
为了扩建广场，曾作出了几次努力，不过以下两次是最重要的：
第一次是在天主教双王时期，提案来自托莱多市，1502年由伊莎貝拉一世批准。
第二次扩建在17世纪初进行，拆除了一系列价值不大的房屋。
如今，苏克德贝尔广场是该市许多活动的举办地点之一，也是托莱多的热门聚会和享受地点，最重要的是，这里是来到托莱多老城的上千名游客的必游之处。